# Bredsjö, Västergötland
Bredsjö är en sjö i Tranemo kommun i Västergötland och ingår i Ätrans huvudavrinningsområde. Sjön har en area på 0,113 kvadratkilometer och ligger 164 meter över havet.

## Delavrinningsområde
Bredsjö ingår i det delavrinningsområde (638134-133661) som SMHI kallar för Ovan Marbäcken. Medelhöjden är 176 meter över havet och ytan är 52,19 kvadratkilometer. Räknas de 26 avrinningsområdena uppströms in blir den ackumulerade arean 819,19 kvadratkilometer. Avrinningsområdets utflöde Ätran mynnar i havet. Avrinningsområdet består  mestadels av skog (61 procent) och jordbruk (13 procent). Avrinningsområdet har 0,44 kvadratkilometer vattenytor vilket ger det en sjöprocent på 0,8 procent. Bebyggelsen i området täcker en yta av 0,92 kvadratkilometer eller 2 procent av avrinningsområdet.